# After the Afterparty
"After the Afterparty" là một đĩa đơn của nữ ca sĩ người Anh Charli XCX hợp tác với nam rapper người Mỹ Lil Yatchty. Ca khúc được phát hành vào ngày 28 tháng 10 năm 2016 qua Asylum Records và Atlantic Records UK. Nó được dự kiến là đĩa đơn mở đầu cho album phòng thu thứ ba đã bị hủy bỏ của Charli XCX, hay được biết đến với cái tên trong cộng đồng người hâm mộ là XCX World. Tuy nhiên, bài hát đã trở thành một đĩa đơn riêng biệt khi các ca khúc từ dự án bị rò rỉ trên mạng và album buộc phải hủy bỏ..

## Đánh giá chuyên môn
Alibhe Malone của tờ The Irish Times gọi bài hát là "một bản nhạc sôi động, hệt như 'We Can't Stop' của Miley Cyrus", và khẳng định ca khúc "được phủ lên một lớp bóng hiện đại nhờ sự góp mặt của Sophie". Laura Snapes của tờ Pitchfork miêu tả "chủ nghĩa hư vô neon (neon nihilism) và sự điềm tĩnh đến mạnh mẽ [của bài hát] là những thứ đã dẫn lối cho sự nghiệp của Charli, thay vì là những yếu tố hủy hoại nó", đồng thời bình luận rằng giọng hát của Charli tại đoạn cuối của ca khúc có phần "loạng choạng và lắp bắp".Bài hát được xếp thứ mười trong danh sách những bài hát hay nhất năm 2016 của NME.

## Video ca nhạc
Video ca nhạc cho "After the Afterparty" được phát hành vào ngày 30 tháng 10 năm 2018, đạo diễn bởi Diane Martel. Trong video, XCX và Yatchty tiệc tùng với những người được hóa trang thành thây ma và những sinh vật khác cho ngày Halloween. A.G. Cook và Sophie cũng xuất hiện trong video, hóa thân thành thây ma.

## Các buổi trình diễn trực tiếp
Tháng 11 năm 2016, XCX hát "After the Afterparty" trong trận chung kết của The X Factor Australia. Vào ngày 8 tháng 2 năm 2017, cô cũng trình diễn ca khúc trên chương trình Jimmy Kemmel Live!

## Danh sách bài hát
| Tải kĩ thuật số | Tải kĩ thuật số                                 | Tải kĩ thuật số |
| STT             | Nhan đề                                         | Thời lượng      |
| --------------- | ----------------------------------------------- | --------------- |
| 1.              | "After the Afterparty" (hợp tác với Lil Yachty) | 3:39            |

| Tải kĩ thuật số - bản acoustic | Tải kĩ thuật số - bản acoustic    | Tải kĩ thuật số - bản acoustic |
| STT                            | Nhan đề                           | Thời lượng                     |
| ------------------------------ | --------------------------------- | ------------------------------ |
| 1.                             | "After the Afterparty" (Acoustic) | 3:37                           |

| Tải kĩ thuật số – các bản remix | Tải kĩ thuật số – các bản remix               | Tải kĩ thuật số – các bản remix |
| STT                             | Nhan đề                                       | Thời lượng                      |
| ------------------------------- | --------------------------------------------- | ------------------------------- |
| 1.                              | "After the Afterparty" (Jax Jones remix)      | 3:52                            |
| 2.                              | "After the Afterparty" (Danny L Harle remix)  | 3:45                            |
| 3.                              | "After the Afterparty" (Chocolate Puma Remix) | 4:50                            |
| 4.                              | "After the Afterparty" (Vice Remix)           | 3:28                            |
| Tổng thời lượng:                | Tổng thời lượng:                              | 15:00                           |

| Tải kĩ thuật số - các bản remix | Tải kĩ thuật số - các bản remix                                    | Tải kĩ thuật số - các bản remix |
| STT                             | Nhan đề                                                            | Thời lượng                      |
| ------------------------------- | ------------------------------------------------------------------ | ------------------------------- |
| 1.                              | "After the Afterparty" (Acoustic)                                  | 3:37                            |
| 2.                              | "After the Afterparty" (Alan Walker Remix; hợp tác với Lil Yachty) | 3:17                            |

| Tải kĩ thuật số – VIP Mix | Tải kĩ thuật số – VIP Mix                                           | Tải kĩ thuật số – VIP Mix |
| STT                       | Nhan đề                                                             | Thời lượng                |
| ------------------------- | ------------------------------------------------------------------- | ------------------------- |
| 1.                        | "After the Afterparty" (hợp tác với Raye, Stefflon Don và Rita Ora) | 3:13                      |

| Tải kĩ thuật số – Alan Walker Remix | Tải kĩ thuật số – Alan Walker Remix        | Tải kĩ thuật số – Alan Walker Remix |
| STT                                 | Nhan đề                                    | Thời lượng                          |
| ----------------------------------- | ------------------------------------------ | ----------------------------------- |
| 1.                                  | "After the Afterparty" (Alan Walker remix) | 3:16                                |

## Bảng xếp hạng
| Bảng xếp hạng (2016–2017)                                | Vị trí cao nhất |
| -------------------------------------------------------- | --------------- |
| Úc (ARIA)                                                | 30              |
| CIS (Tophit)                                             | 203             |
| Cộng hòa Séc (Rádio Top 100)                             | 17              |
| Ireland (IRMA)                                           | 44              |
| New Zealand Heatseekers (RMNZ)                           | 7               |
| Scotland (OCC)                                           | 15              |
| Sweden Heatseekers (Sverigetopplistan) Alan Walker remix | 13              |
| Anh Quốc (OCC)                                           | 29              |

## Chứng nhận
| Quốc gia                                                    | Chứng nhận | Số đơn vị/doanh số chứng nhận |
| ----------------------------------------------------------- | ---------- | ----------------------------- |
| Úc (ARIA)                                                   | Bạch kim   | 70.000‡                       |
| Anh Quốc (BPI)                                              | Vàng       | 400.000‡                      |
| ‡ Chứng nhận dựa theo doanh số tiêu thụ và phát trực tuyến. |            |                               |